# Étienne François
Pour les articles homonymes, voir François.
Étienne François, né le 3 mai 1943 à Bois-Guillaume en Normandie, est un historien français.

## Biographie
À partir de 1964, Étienne François fait ses études d'histoire à l'École normale supérieure à Paris, puis se présente avec succès à l'agrégation d'histoire en 1968.
En 1974, il achève sa thèse de doctorat à l'université Paris X. De 1970 à 1979, il travaille comme assistant à l'université Nancy II, avant d'être chargé par le ministère des Affaires étrangères français de la coordination de la Mission historique française en Allemagne à Göttingen, qu'il dirige jusqu'en 1986. Cette année-là, il soutient sa thèse d'État à l'université de Strasbourg. Il est professeur d'histoire à Nancy jusqu'en 1989, puis à l'université Paris I jusqu'en 2003.
Dès 1999, il enseigne l'histoire au Frankreichzentrum (Centre d'études françaises) à Berlin, qui a d'abord été associé à l'université technique de Berlin, avant d'être rattaché en 2007 à l'université libre de Berlin (FU). En tant que professeur, il est alors membre du Friedrich-Meinecke-Institut de la FU. Le 14 juillet 2008, il y donne sa dernière leçon.
De 1991 à 1992, il est membre associé du Wissenschaftskolleg (collège scientifique) à Berlin. En 1992, il participe à la fondation du Centre Marc Bloch à Berlin, dont il reste le directeur jusqu'en 1999.
En janvier 2010, il est nommé membre du comité d'orientation scientifique de la Maison de l'histoire de France.
Étienne François a consacré la plupart de ses recherches à l'histoire sociale et culturelle de l'époque moderne de la France aussi bien que de l'Allemagne. L'analyse des mentalités nationales et culturelles dans leur développement historique joue un rôle primordial pour lui, surtout dans les relations franco-allemandes. La constante de son travail intellectuel est le paradigme du lieu de mémoire. François écrit des livres en français aussi bien qu'en allemand.

## Publications (sélection)

### Comme auteur
- « Population et société à Coblence au XVIIIe siècle », Nancy, 1975 (thèse de doctorat)
- Koblenz im 18. Jahrhundert. Zur Sozial- und Bevölkerungsstruktur einer deutschen Residenzstadt, Göttingen, 1982
- Die unsichtbare Grenze. Protestanten und Katholiken in Augsburg 1648 - 1806, Sigmaringen, 1991

### Comme éditeur
- Sociabilité et société bourgeoise en France, en Allemagne et en Suisse, 1750-1850, Paris, 1986
- Berlin. Capitale, mythe, enjeu, Nancy, 1988
- Nation und Emotion. Deutschland und Frankreich im Vergleich, Göttingen, 1995  (ISBN 978-3-525-35773-6)
- 1968 - ein europäisches Jahr?, Leipzig, 1997
- Deutsche Erinnerungsorte, 3 vol., Munich 2001 (avec Hagen Schulze) ; broché : Munich 2003  (ISBN 978-3-406-50990-2)
- Die Grenze als Raum, Erfahrung und Konstruktion. Deutschland, Frankreich und Polen vom 17. bis 20. Jahrhundert, Francfort s.l.M., 2007  (ISBN 978-3-593-38212-8)
- Europa. Notre histoire (co-direction avec Thomas Serrier et en collaboration avec Akiyoshi Nishiyama, Pierre Monnet, Olaf Rader, Valérie Rosoux et Jakob Vogel), Paris, Les Arènes 2017

## Distinctions

### Décorations
- 1996 :  Croix d'officier de l'ordre du Mérite de la République fédérale d'Allemagne
- 1997 :  Chevalier de l'ordre national du Mérite
- 2001 :  Chevalier de la Légion d'honneur

### Récompenses
- 2017 : Prix de l'Académie de Berlin